# Murina jaintiana
Murina jaintiana — вид ссавців родини лиликових.

## Етимологія
Видовий епітет стосується місцевого племені Jaintias і гір з такою ж назвою, де типовий зразок нового виду був схоплений.

## Морфологія
Кажан невеликого розміру, з довжиною голови й тіла 40 мм, довжина передпліччя між 29,1 і 31,1 мм, довжина хвоста 33 мм, довжина стопи 6,8 мм і довжина вуха 13,9 мм.
Спинна частина сірувата, з основою волосся темнішою, а черевна частина білого кольору, з основою волосся чорною. Ніздрі помітні й трубчасті. Вуха округлі. Кінець довгого хвоста злегка виступає за межі хвостової мембрани, чия спинна поверхня, особливо близько до тіла і гомілки, вкрита довгим сірувато-коричневим волоссям, в той час як черевна поверхня, посипана рідким білуватим волоссям.

## Проживання, поведінка
Цей вид присутній в індійському штаті Мегхалая й у північно-східній частині М'янми. Живе в напів-листяних вторинних лісах у районах, охоплених бамбуками.

## Звички
Харчується комахами.